# Agla
Le quartier Agla est situé dans le treizième arrondissement de Cotonou dans le département du Littoral au Bénin. Agla compte sept sous-quartiers en raison de sa dimension. Dans Agla, nous avons : Agla-centre, Agla-Petit château, Agla-Les Pylônes, Agla-Finafa, Agla-Agongbomey, Agla-Akplomey et Agla-Figaro. C'est un des quartiers les plus vastes et les plus habités de la ville de Cotonou  mais était aussi la zone où les eaux en saison pluvieuse causaient beaucoup de dégâts,,,. 
Aujourd'hui Agla sort le pieds des eaux grâce au projet d'asphaltage du gouvernement du président Patrice Talon,.
Selon un rapport de février 2016 de l'Institut National de la Statistique et de l'Analyse Économique (INSAE) du Bénin intitulé Effectifs de la population des villages et quartiers de ville du Bénin, le quartier Agla comptait 44145 habitants en 2013.